# Epilobium hirsutum
Epilobium hirsutum (L., 1753), volgarmente detto Epilobio maggiore, è una pianta appartenente alla famiglia delle Onagraceae, diffusa in Eurasia ed Africa.

## Descrizione

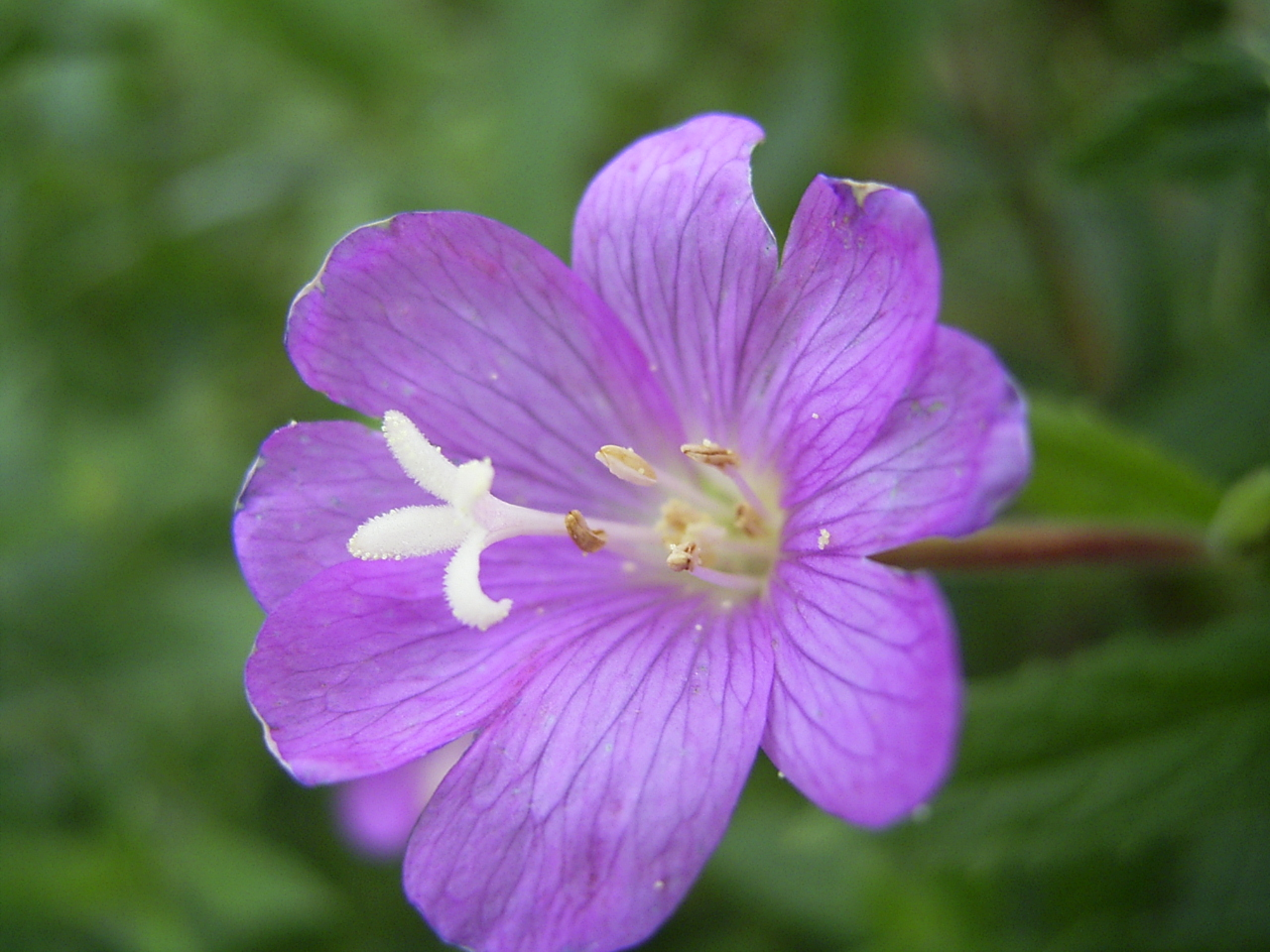
Fiore di E. hirsutum.

Appariscente ed alta da 80 a 150 cm, essa esibisce i propri fiori rosa nei luoghi umidi e bagnati, lungo le rive dei fiumi e nei fossi. Si propaga tramite rizomi carnosi, che crescono al di sotto della superficie del suolo, formando grandi colonie.

### Fusti
La pianta presenta più fusti eretti, ramificati e pelosi. Da quest'ultima caratteristica deriva il nome della specie.

### Foglie
Le foglie, sessili e pelose, alla base abbracciano il fusto e si restringono verso l'apice con margini dentellati.

### Fiori
I fiori di questa pianta sono generalmente bilobati, petali rosa e sepali verdi. Sotto al fiore si forma il frutto, in quanto l'ovario è infero.

### Frutti
I frutti sono capsule strette e lunghe, che si fendono longitudinalmente per liberare i semi piumosi.